# Адріану Лейте Рібейру
Адріану Лейте Рібейру (порт. Adriano Leite Ribeiro, нар. 17 лютого 1982, Ріо-де-Жанейро) — колишній бразильський футболіст, нападник.
Насамперед відомий виступами за міланський «Інтер», а також національну збірну Бразилії.

## Клубна кар'єра
Вихованець футбольної школи клубу «Фламенго». Дорослу футбольну кар'єру розпочав 2000 року в основній команді того ж клубу, в якій провів один сезон, взявши участь у 19 матчах чемпіонату.
Вліку 2001 року був куплений «Інтером», за який відіграв з перервами на оренди у «Фіорентині», «Пармі» та «Сан-Паулу» сім сезонів. Більшість часу, проведеного у складі «Інтернаціонале», був основним гравцем атакувальної ланки команди. У складі «Інтернаціонале» був одним з головних бомбардирів команди, маючи середню результативність на рівні 0,43 голу за гру першості.
Після повернення з останньої оренди Адріану став зловживати алкоголем, а також з'явилася зайва вага, тому 24 квітня 2009 року контракт з «нер'адзуррі» був розірваний за обопільною згодою. 
6 травня 2009 року на правах вільного агента підписав однорічний контракт з «Фламенго», в якому розпочинав ігрову кар'єру. Того ж сезону став з командою чемпіоном Бразилії.
8 червня 2010 року повернувся в Італію, де підписав трирічний контракт зі столичною «Ромою», з якою знову в перший сезон став чемпіоном Італії. Проте в складі «вовків» Адріану не пробився до основної команди, зігравши за сезон в усіх турнірах лише 8 матчів. У зв'язку з цим 8 березня 2011 року Адріану знову передчасно розриває контракт з клубом за обопільною згодою.
Менше ніж через місяць, 28 березня 2011 року він приєднався до складу клубу «Коринтіанс». 9 жовтня 2011 року футболіст дебютував за «Коринтіанс» в домашньому матчі 28-го тура чемпіонату Бразилії проти «Атлетико Гойяненсе». Провів за клуб 10 матчів. 12 березня 2012 року Адріану став вільним агентом після того, як клуб розірвав з футболістом договір за взаємною згодою через розбіжності з керівництвом клубу.
21 серпня 2012 року Адріану підписав контракт з «Фламенго» терміном на 1 рік. Але так і не зіграв за клуб жодного матчу. 7 листопада 2012 року керівництво «Фламенго» розірвало контракт з нападником в односторонньому порядку.
6 січня 2014 року Адріану повернувся до професійного футболу після річної перерви. Він підписав контракт з чемпіоном Бразилії Атлетіку Паранаенсе. Але вже 11 квітня 2014 року керівництво клубу розриває контракт з футболістом після того, як клуб вилетів з плей-офф Кубка Лібертадорес, а сам футболіст без поважних причин пропустив два тренування.

## Виступи за збірні
1999 року грав у складі юнацької збірної Бразилії, з якою в тому ж році ставав юніорським чемпіоном світу. Він взяв участь у 5 іграх на юнацькому рівні.
Протягом 2001—2002 років залучався до складу молодіжної збірної Бразилії. На молодіжному рівні зіграв у 9 офіційних матчах, забив 6 голів.
15 листопада 2000 року дебютував в офіційних матчах у складі національної збірної Бразилії. Всього за десять років провів у формі головної команди країни 48 матчів, забивши 27 голів.
У складі збірної був учасником чемпіонату світу 2006 року у Німеччині, на якому зіграв в чотирьох з п'яти матчах збірної та забив два голи.

## Статистика виступів
Станом на 6 березня 2012

### Статистика клубних виступів
| Сезон                | Команда              | Чемпіонат            | Чемпіонат | Чемпіонат | Національний кубок | Національний кубок | Національний кубок | Континентальні кубки | Континентальні кубки | Континентальні кубки | Інші змагання | Інші змагання | Інші змагання | Усього | Усього |
| Сезон                | Команда              | Ліга                 | Ігор      | Голів     | Ліга               | Ігор               | Голів              | Ліга                 | Ігор                 | Голів                | Ліга          | Ігор          | Голів         | Ігор   | Голів  |
| -------------------- | -------------------- | -------------------- | --------- | --------- | ------------------ | ------------------ | ------------------ | -------------------- | -------------------- | -------------------- | ------------- | ------------- | ------------- | ------ | ------ |
| 2000                 | «Фламенго»           | ЛК+ЧБ                | 5+19      | 2+7       | —                  | —                  | —                  | КМ                   | 8                    | 1                    | —             | —             | —             | 32     | 10     |
| 2001                 | «Фламенго»           | ЛК+A                 | 8+0       | 1+0       | КБ                 | 4                  | 1                  | КМ                   | 2                    | 0                    | —             | —             | —             | 14     | 2      |
| 2001–02              | «Інтернаціонале»     | A                    | 8         | 1         | КІ                 | 1                  | 0                  | КУЄФА                | 5                    | 0                    | —             | —             | —             | 14     | 1      |
| 2001–02              | «Фіорентина»         | A                    | 15        | 6         | —                  | —                  | —                  | —                    | —                    | —                    | —             | —             | —             | 15     | 6      |
| 2002-03              | «Парма»              | A                    | 28        | 15        | КІ                 | 1                  | 0                  | КУЄФА                | 2                    | 2                    | —             | —             | —             | 31     | 17     |
| 2003-04              | «Парма»              | A                    | 9         | 8         | КІ                 | 2                  | 0                  | КУЄФА                | 2                    | 1                    | —             | —             | —             | 13     | 9      |
| Усього за «Парму»    | Усього за «Парму»    | Усього за «Парму»    | 37        | 23        |                    | 3                  | 0                  |                      | 4                    | 3                    |               |               |               | 44     | 26     |
| 2003-04              | «Інтернаціонале»     | A                    | 16        | 9         | КІ                 | 2                  | 3                  | —                    | —                    | —                    | —             | —             | —             | 18     | 12     |
| 2004-05              | «Інтернаціонале»     | A                    | 30        | 16        | КІ                 | 3                  | 2                  | ЛЧ                   | 9                    | 7                    | —             | —             | —             | 42     | 25     |
| 2005-06              | «Інтернаціонале»     | A                    | 30        | 14        | КІ                 | 6                  | 0                  | ЛЧ                   | 11                   | 6                    | СІ            | 1             | 0             | 48     | 20     |
| 2006-07              | «Інтернаціонале»     | A                    | 23        | 5         | КІ                 | 4                  | 1                  | ЛЧ                   | 3                    | 0                    | СІ            | 1             | 0             | 31     | 6      |
| 2007-08              | «Інтернаціонале»     | A                    | 4         | 1         | —                  | —                  | —                  | —                    | —                    | —                    | —             | —             | —             | 4      | 1      |
| 2008                 | «Сан-Паулу»          | ЛП+A                 | 19+0      | 11+0      | —                  | —                  | —                  | КЛ                   | 9                    | 6                    | —             | —             | —             | 28     | 17     |
| 2008-09]             | «Інтернаціонале»     | A                    | 12        | 3         | КІ                 | 3                  | 2                  | ЛЧ                   | 7                    | 2                    | —             | —             | —             | 22     | 7      |
| Усього за «Інтер»    | Усього за «Інтер»    | Усього за «Інтер»    | 123       | 49        |                    | 17                 | 8                  |                      | 35                   | 15                   |               | 2             | 0             | 177    | 72     |
| 2009                 | «Фламенго»           | ЛК+A                 | 0+30      | 0+19      | —                  | —                  | —                  | —                    | —                    | —                    | —             | —             | —             | 30     | 19     |
| 2010                 | «Фламенго»           | ЛК+A                 | 12+2      | 11+0      | —                  | —                  | —                  | КЛ                   | 6                    | 4                    | —             | —             | —             | 20     | 15     |
| Усього за «Фламенго» | Усього за «Фламенго» | Усього за «Фламенго» | 25+51     | 14+26     |                    | 4                  | 1                  |                      | 16                   | 5                    |               |               |               | 96     | 46     |
| 2010-11              | «Рома»               | A                    | 5         | 0         | КІ                 | 1                  | 0                  | ЛЧ                   | 1                    | 0                    | СІ            | 1             | 0             | 8      | 0      |
| 2011                 | «Коринтіанс»         | ЛП+A                 | 0+4       | 0+1       | КБ                 | 0                  | 0                  | КЛ                   | 0                    | 0                    | —             | —             | —             | 4      | 1      |
| Усього за кар'єру    | Усього за кар'єру    | Усього за кар'єру    | 279       | 129       |                    | 25                 | 9                  |                      | 65                   | 29                   |               | 3             | 0             | 372    | 168    |

### Статистика виступів за збірну
| Дата       | Місто               | Господарі         | Результат             | Гості         | Турнір                          | Голи | Примітки |
| ---------- | ------------------- | ----------------- | --------------------- | ------------- | ------------------------------- | ---- | -------- |
| 15/11/2000 | Сан-Паулу           | Бразилія          | 1 – 0                 | Колумбія      | Відбір до ЧС 2002               | -    |          |
| 29/03/2003 | Порту               | Португалія        | 2 – 1                 | Бразилія      | товариський матч                | -    |          |
| 11/06/2003 | Абуджа (місто)      | Нігерія           | 0 – 3                 | Бразилія      | товариський матч                | 1    |          |
| 19/06/2003 | Париж               | Бразилія          | 0 – 1                 | Камерун       | Кубок Конфедерацій              | -    |          |
| 21/06/2003 | Ліон                | Бразилія          | 1 – 0                 | США           | Кубок Конфедерацій              | 1    |          |
| 23/06/2003 | Сент-Етьєн          | Бразилія          | 1 – 0                 | Туреччина     | Кубок Конфедерацій              | 1    |          |
| 12/10/2003 | Лестер              | Ямайка            | 0 – 1                 | Бразилія      | товариський матч                | -    |          |
| 08/07/2004 | Арекіпа             | Бразилія          | 1 – 0                 | Чилі          | Копа Америка 2004 - 1-й етап    | -    |          |
| 11/07/2004 | Арекіпа             | Бразилія          | 4 – 1                 | Коста-Рика    | Копа Америка 2004 - 1-й етап    | 3    |          |
| 14/07/2004 | Арекіпа             | Бразилія          | 1 – 2                 | Парагвай      | Копа Америка 2004 - 1-й етап    | -    |          |
| 18/07/2004 | П'юра               | Мексика           | 0 – 4                 | Бразилія      | Копа Америка 2004 - чвертьфінал | 2    |          |
| 21/07/2004 | Ліма                | Бразилія          | 1 – 1 д.ч. (5-3 п.п.) | Уругвай       | Копа Америка 2004 - півфінал    | 1    |          |
| 25/07/2004 | Ліма                | Аргентина         | 2 – 2 д.ч. (2-4 п.п.) | Бразилія      | Копа Америка 2004 - фінал       | 1    | 7 титул  |
| 05/09/2004 | Сан-Паулу           | Бразилія          | 3 – 1                 | Болівія       | Відбір до ЧС 2006               | 1    |          |
| 08/09/2004 | Берлін              | Німеччина         | 1 – 1                 | Бразилія      | товариський матч                | -    |          |
| 09/10/2004 | Маракайбо           | Венесуела         | 2 – 5                 | Бразилія      | Відбір до ЧС 2006               | 1    |          |
| 13/10/2004 | Масейо              | Бразилія          | 0 – 0                 | Колумбія      | Відбір до ЧС 2006               | -    |          |
| 17/11/2004 | Кіто                | Еквадор           | 1 – 0                 | Бразилія      | Відбір до ЧС 2006               | -    |          |
| 05/06/2005 | Порту-Алегрі        | Бразилія          | 4 – 1                 | Парагвай      | Відбір до ЧС 2006               | -    |          |
| 08/06/2005 | Буенос-Айрес        | Аргентина         | 3 – 1                 | Бразилія      | Відбір до ЧС 2006               | -    |          |
| 16/06/2005 | Лейпциг             | Бразилія          | 3 – 0                 | Греція        | Кубок Конфедерацій              | 1    |          |
| 19/06/2005 | Ганновер            | Мексика           | 1 – 0                 | Бразилія      | Кубок Конфедерацій              | -    |          |
| 22/06/2005 | Кельн               | Японія            | 2 – 2                 | Бразилія      | Кубок Конфедерацій              | -    |          |
| 25/06/2005 | Нюрнберг            | Німеччина         | 2 – 3                 | Бразилія      | Кубок Конфедерацій              | 2    |          |
| 29/06/2005 | Франкфурт-на-Майні  | Бразилія          | 4 – 1                 | Аргентина     | Кубок Конфедерацій              | 2    | 2 титул  |
| 17/08/2005 | Спліт               | Хорватія          | 1 – 1                 | Бразилія      | товариський матч                | -    |          |
| 04/09/2005 | Бразиліа            | Бразилія          | 5 – 0                 | Чилі          | Відбір до ЧС 2006               | 3    |          |
| 09/10/2005 | Ла-Пас              | Болівія           | 1 – 1                 | Бразилія      | Відбір до ЧС 2006               | -    |          |
| 12/10/2005 | Белен               | Бразилія          | 3 – 0                 | Венесуела     | Відбір до ЧС 2006               | 1    |          |
| 12/11/2005 | Абу-Дабі            | ОАЕ               | 0 – 8                 | Бразилія      | товариський матч                | 1    |          |
| 01/03/2006 | Москва              | Росія             | 0 – 1                 | Бразилія      | товариський матч                | -    |          |
| 04/06/2006 | Женева              | Бразилія          | 4 – 0                 | Нова Зеландія | товариський матч                | 1    |          |
| 13/06/2006 | Берлін              | Бразилія          | 1 – 0                 | Хорватія      | ЧС 2006 - 1-й етап              | -    |          |
| 18/06/2006 | Мюнхен              | Бразилія          | 2 – 0                 | Австралія     | ЧС 2006 - 1-й етап              | 1    |          |
| 27/06/2006 | Дортмунд            | Бразилія          | 3 – 0                 | Гана          | ЧС 2006 - 1/8 фіналу            | 1    |          |
| 01/07/2006 | Франкфурт-на-Майні  | Бразилія          | 0 – 1                 | Франція       | ЧС 2006 - чвертьфінал           | -    |          |
| 06/02/2007 | Лондон              | Бразилія          | 0 – 2                 | Португалія    | товариський матч                | -    |          |
| 31/05/2008 | Сієтл               | Канада            | 2 – 3                 | Бразилія      | товариський матч                | -    |          |
| 06/06/2008 | Бостон              | Бразилія          | 0 – 2                 | Венесуела     | товариський матч                | -    |          |
| 15/06/2008 | Асунсьйон           | Парагвай          | 2 – 0                 | Бразилія      | Відбір до ЧС 2010               | -    |          |
| 18/06/2008 | Белу-Оризонті       | Бразилія          | 0 – 0                 | Аргентина     | Відбір до ЧС 2010               | -    |          |
| 12/10/2008 | Сан-Крістобаль      | Венесуела         | 0 – 4                 | Бразилія      | Відбір до ЧС 2010               | 1    |          |
| 19/11/2008 | Гама                | Бразилія          | 6 – 2                 | Португалія    | товариський матч                | 1    |          |
| 10/02/2009 | Лондон              | Бразилія          | 2 – 0                 | Італія        | товариський матч                | -    |          |
| 05/09/2009 | Росаріо             | Аргентина         | 1 – 3                 | Бразилія      | Відбір до ЧС 2010               | -    |          |
| 09/09/2009 | Салвадор (Бразилія) | Бразилія          | 4 – 2                 | Чилі          | Відбір до ЧС 2010               | -    |          |
| 11/10/2009 | Ла-Пас              | Болівія           | 2 – 1                 | Бразилія      | Відбір до ЧС 2010               | -    |          |
| 02/03/2010 | Лондон              | Ірландія          | 0 – 2                 | Бразилія      | товариський матч                | -    |          |
| Усього     |                     | Матчів (53 місце) | 48                    |               | Голів (14 місце)                | 27   |          |

## Титули і досягнення

### Командні
- Чемпіон світу (U-17): 1999
- Чемпіон Південної Америки (U-17): 1999
- Чемпіон Південної Америки (U-20): 2001
- Володар Кубка Італії (2):

«Інтернаціонале»: 2004-05, 2005-06
- Володар Суперкубка Італії з футболу (3):

«Інтернаціонале»: 2005, 2006, 2008
- Чемпіон Італії (4):

«Інтернаціонале»: 2005-06, 2006-07, 2007-08, 2008-09
- Володар Кубка Америки (1):

Бразилія: 2004
- Володар Кубка конфедерацій (1):

Бразилія: 2005
- Чемпіон Бразилії (3):

«Сан-Паулу»: 2008
«Фламенго»: 2009
«Коринтіанс»: 2011

### Особисті
- Найкращий футболіст та найкращий бомбардир Кубка Америки: 2004 (7 голів)
- Найкращий футболіст та найкращий бомбардир Кубка Конфедерацій: 2005 (5 голів)
- Найкращий бомбардир чемпіонату Бреазилії: 2009 (19 голів)
- Найгірший футболіст Італії: 2006, 2007, 2010